# Alfred Nobels familjearkiv
Alfred Nobels familjearkiv är ett arkiv som sedan 1972 förvaras vid Riksarkivet. Familjearkivet består av två delar: det Nobelska arkivet och Alfred Nobels arkiv, det förra förvaras vid Riksarkivet i Lund och det senare vid Riksarkivet i Marieberg, Stockholm. Sedan år 2007 är Nobelska arkivet och Alfred Nobels arkiv registrerade i Unescos världsminnesprogram "Memory of the World" som syftar till att uppmärksamma och skydda särskilt värdefulla dokument i arkiv och bibliotek.. 

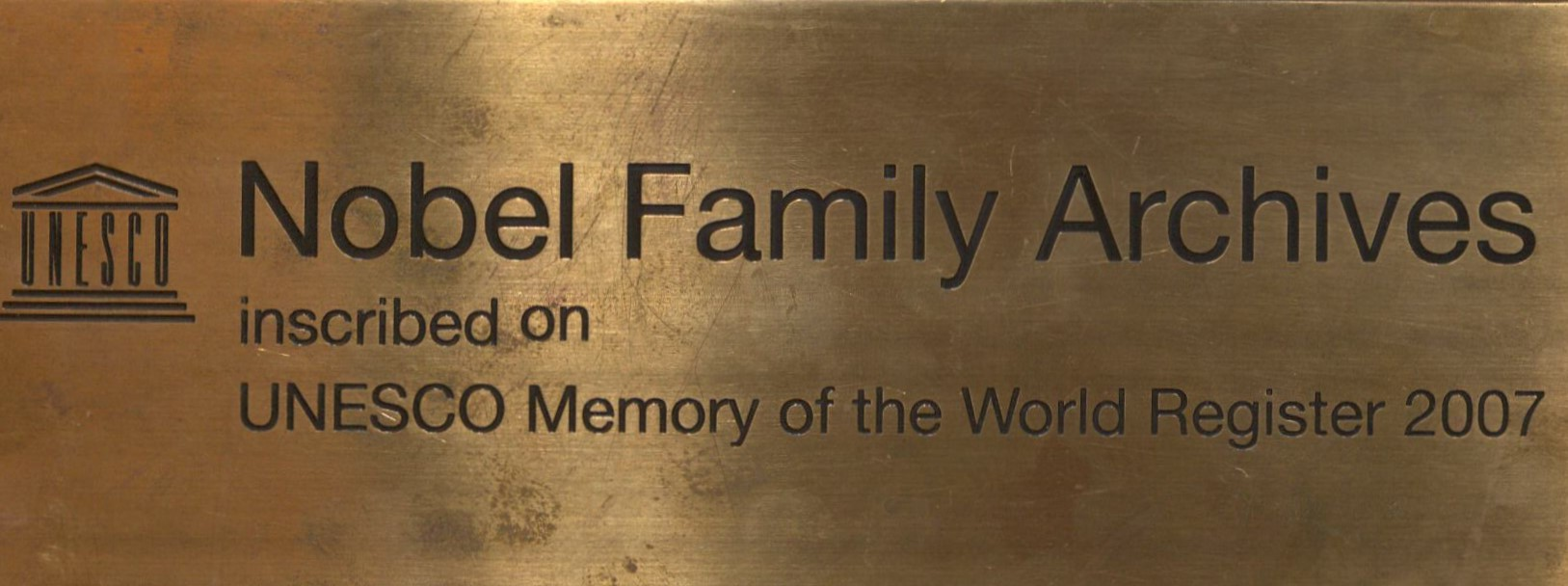
Plakett på Riksarkivet i Stockholm

## Alfred Nobels arkiv
Alfred Nobels arkiv växte fram på olika platser i Europa med koppling till Alfred Nobel. Huset i Paris, hans villa i San Remo och på Björkborns herrgård vid Bofors. Nobels privata arkiv växte successivt fram på dessa platser där han omväxlande vistades. Flera olika språk förekommer i de brev och dokument arkivet omfattar, de flesta på tyska, franska och engelska men även på svenska och ryska, som ju var de två språk som Nobel växt upp med. Genom anteckningsböcker och korrespondens i arkivet finns Alfred Nobels yrkesmässiga gärning dokumenterad. Arkivet omfattar även material av mer privat karaktär, t.ex. brevväxlingen med pacifisten Bertha von Suttner samt 226 stycken brev från Nobel till Sofie Hess, skrivna mellan 1878 och 1895. Breven till Hess inköptes av Nobels dödsbo 1898 (arkivserie Ö). I arkivet finns även manuskriptet till pjäsen Nemesis, samt en volym med andra manuskript författade av Alfred Nobel (arkivserie B2).   
I Alfred Nobels arkiv ingår även Alfred Nobels sterbhus arkiv, som främst omfattar handlingar från bouppteckningen efter Alfred Nobels död. Efter Nobels död 1896 samlades arkivhandlingarna ihop av ingenjören Ragnar Sohlman, som tillsammans med ingenjören Rudolf Lilljeqvist var testamentexekutorer. Handlingarna i Alfred Nobels arkiv är daterade från ca 1850 till testamentets fullföljande och Nobelstiftelsens inrättande år 1900.

## Nobelska arkivet
Nobelska arkivet, som bevaras vid Riksarkivet i Lund, innehåller främst material från tidsperioden 1840-1900 om industriföretag skötta av Immanuel Nobel, Robert Nobel, Ludvig Nobel Sr samt dennes brorson, Ludvig Nobel Jr. Största delen av arkivet omfattas av handlingar rörande familjens industriella och kommersiella aktiviteter i Ryssland, i synnerhet produktionen av land- och sjöminor avsedda för de ryska militära styrkorna, och familjens oljefabriker i Baku. I övrigt omfattar arkivet bl.a. Immanuel Nobels planschverk med akvareller och beskrivningar av försvarssystem för land och hav samt en inte ringa mängd fotografier och även en film.

## Nobels testamente
Originalet av Nobels testamente ingår inte i Nobelarkiven som bevaras i Riksarkivet. Testamentet, diplom och andra hedersbevis stannade hos Nobelstiftelsen även efter det att övrigt arkivmaterial deponerats vid Riksarkivet 1972.  